# Bitwa nad rzeką Aoos
Bitwa nad rzeką Aoos – starcie zbrojne, które miało miejsce w roku 198 p.n.e. podczas drugiej wojny macedońskiej. 
Filip V zajął umocnioną pozycję w wąwozie wydrążonym przez rzekę Aoos i w ten sposób blokował Rzymianom drogę do Macedonii i na ziemie swoich sojuszników ze Związku Epirockiego. 
Macedońska falanga i pociski z katapult odparły atak frontalny, lecz konsul Tytus Kwinkcjusz Flamininus obszedł pozycje Filipa. Wówczas ten wycofał się do północnej Tessalii. Związek Epirocki ogłosił neutralność.

## Literatura
- Krzysztof Kęciek: Kynoskefalaj 197 p.n.e.. Warszawa: Bellona, 2002. ISBN 83-11-09471-3. Brak numerów stron w książce